# Johann Michael Fischer

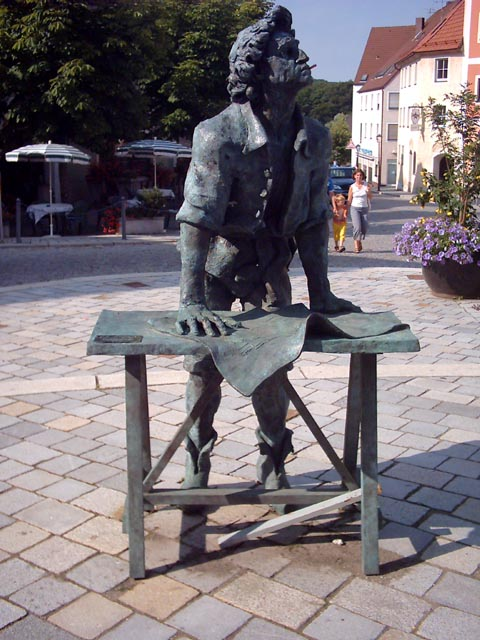
Escultura de Johann Michael Fischer em sua cidade natal

Johann Michael Fischer (Burglengenfeld, 1692 — Munique, 1766) foi um arquiteto alemão. Ele foi responsável pela abadia beneditina de Ottobeuren. Foi um grande mestre do estilo Rococó, responsável por vários edifícios na Baviera. Restaurou dezenas de igrejas, mosteiros e palácio, porém nem todos não gostavam dele, pois era considerada uma pessoa arrogante